# 토비 허스
토비 허스(Toby Huss, 1966년 12월 9일 ~ )는 미국의 배우이다.

## 출연 작품

### 영화
- 디스트로이어 (2018) - 길 로스 역
- 더 렌탈: 소리없는 감시자 (2020) - 테일러 역
- 호스 걸 (2020)
- 캅샵: 미친놈들의 전쟁 (2021)

### 텔레비전
- 킹 오브 더 힐 (1997-2010) - 애니메이션
- 카니밸 (2003-05)
- 홀트 앤 캐치 파이어 (2014-17)